# Научно-енергийна платформа
Научно-енергийната платформа е анулиран модул на Международната космическа станция, който Роскосмос е предвиждал да генерира електричество за руския сегмент на станцията посредством 8 слънчеви панела. Модулът е трябвало да бъде монтиран на зенитния порт на Звезда, но там е скачен Поиск. Подобно на останалите руски модули на МКС, и енергийната платформа е бил предвидена първоначално като компонент на Мир 2.
След финансови проблеми модулът е анулиран, а Роскосмос постига споразумение с НАСА за прехвърляне на електричество от американския сегмент към руския.